# Lárus Óskarsson
Lárus Ýmir Óskarsson, född 1 mars 1949 i Reykjavik, Island, är en isländsk film- och TV-regissör.
Lárus studerade filmvetenskap och fortsatte sedan studierna vid Dramatiska Institutet. Han bor sedan 1994 i Sverige.

## Regi i urval
- 1998 - Längtans blåa blomma
- 1996 - Skilda världar
- 1996 - Svarta skallar och vita nätter
- 1991 - Ryð
- 1987 – Hästens öga (TV-serie)
- 1986 - Den frusna leoparden
- 1983 - Andra dansen

## Filmmanus
- 2002 - Í skóm drekans
- 1999 - Ungfrúin góða og húsið